# Hartwig Wessely

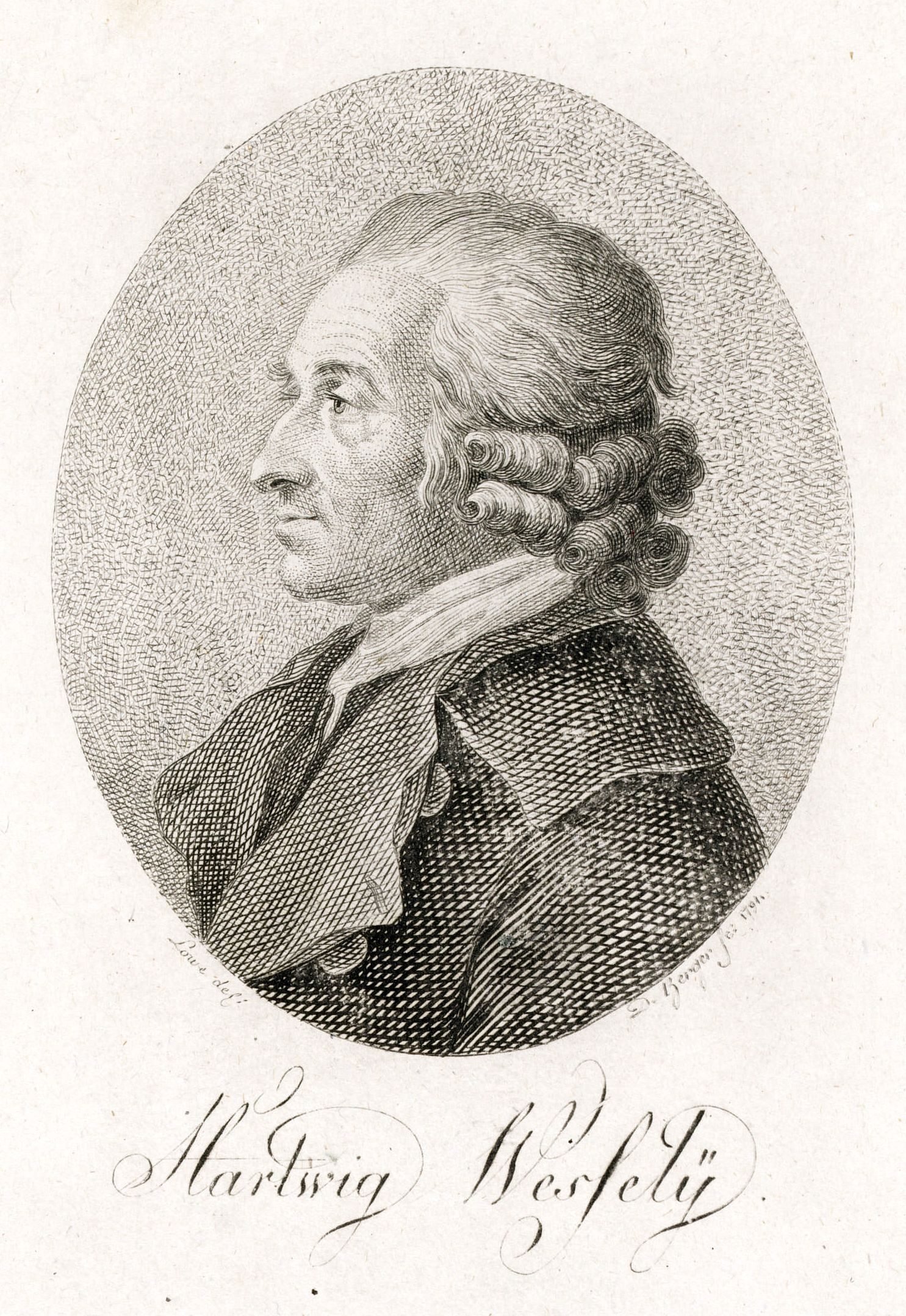
Hartwig Wessely Kupferstich von Daniel Berger (1791)

Hartwig Wessely (hebr. נפתלי הרץ וייזל auch: Naphtali Herz Weisel, Naphtalie Herz Wessely, Naphtali Hirz Wessely; * 1725 in Hamburg; † 28. Februar 1805 ebenda) war Kaufmann, Schriftsteller und Erziehungsreformer im Zeitalter der Aufklärung.
Wessely wird der Berliner Aufklärung zugerechnet. Er arbeitete an der Seite von Moses Mendelssohn an der Übersetzung der Fünf Bücher Mose aus dem Hebräischen – ein Unternehmen mit zentralem Stellenwert für die jüdische Aufklärung (Haskala). Wesselys Leviticus-Kommentar erschien 1781 im dritten Band von Mendelssohns Pentateuch-Edition Sefer netivot ha schalom Berlin 1780–1783 (vgl. Moses Mendelssohn, Gesammelte Schriften, Jubiläumsausgabe, Bd. 17). Er publizierte vorwiegend auf Hebräisch.

## Leben
Wessely stammte aus einer reichen jüdischen Kopenhagener Kaufmannsfamilie, wurde aber in Hamburg geboren. Sein Vater Issachar Ber Wessely sorgte für eine Verbindung von säkularer (vor allem in den modernen Sprachen) und traditioneller Ausbildung. Wessely studierte unter anderem an der Jeschiwa des Rabbiners Jonathan Eybeschütz den Talmud und hatte mit Salomon Hanau (1687–1746) einen „herausragende[n] Gelehrte[n] der hebräischen Sprache“ (Heinrich Graetz) zum Hauslehrer. Seit 1763 in Berlin, wo er sich dem Aufklärer Moses Mendelssohn anschloss, war er zwischenzeitlich Repräsentant des Bankhauses Feitel in Amsterdam. Dort veröffentlichte er 1765 seine Schrift Jen Levanon („Wein des Libanons“, weiterer Teil Berlin 1775). Seine Schriften brachten ihm den Ruf eines „Erneurer[s] der hebräischen Sprache und ihrer Literatur“ (Graetz) ein. Wessely wurde vor allem wegen der öffentlichen Reaktion auf sein Sendschreiben unter dem Titel Worte der Wahrheit und des Friedens (vier Teile, Berlin 1782–1785, Teil 1 von David Friedländer 1782 ins Deutsche, von Elia Morpurgo 1783 ins Italienische übersetzt) bekannt, der „ersten systematischen Abhandlung über die moderne jüdische Erziehung“ (Ernst A. Simon). Das Erste Sendschreiben entstand anlässlich des Toleranzpatents Josephs II. von 1782 für die Juden Wiens und Niederösterreichs und tritt für die Bevorzugung der säkularen, „Wissenschaften des Menschen“ vor den „göttlichen Wissenschaften“ bei der künftigen Erziehung der jüdischen Jugend ein.

## Familie
Sein Bruder Moses Wessely (1737–1792) war Großkaufmann in Hamburg und Lieferant der französischen Armee im Siebenjährigen Krieg, später im Geschäft von Moses Ries in Hamburg engagiert. Er war ein vertrauter Freund Lessings und M. Mendelssohns und verfasste unter anderem ein Buch über Banken und Münzen, eine Schrift über die bürgerliche Verbesserung der Juden (1782) und Briefe über Lessings Emilia Galotti.
Sein Sohn Emanuel Wessely (* 1774; † 5. Juni 1823) erbte seines Vaters poetische Veranlagung, er schrieb Gedichte. Mit W. Hufnagel und J. J. Spalding gab er eine deutsche Übersetzung des hebräischen Originals von Hartwig Wesselys Epos Mosaide heraus. Seinen literarischen Nachlass veröffentlichte seine Witwe.

## Werke
- Gan na‘ul (Verschlossener Garten), 2 Bände, Amsterdam 1765 und 1766.
- Mosaide (1789), ein Heldenepos über das Leben Moses’ in hebräischer Sprache
- Divrei Shalom we-Emet (Vier Sendschreiben): 1.) Divrei Shalom we-Emet (Worte des Friedens und der Wahrheit), Erstes Sendschreiben, Berlin 1782; 2.) Rav tuv le-vejt Jisrael (Viel Güte für das Haus Israel), Zweites Sendschreiben, Berlin 1782, 2. Aufl. 1785; 3.) Ein Mishpat (Quelle des Rechts), Drittes Sendschreiben, Berlin 1784; 4.) Rehovot (Weite/Großzügigkeit), Viertes Sendschreiben, Berlin 1785.
- Wein des Libanon (Masechet avot ‘im perush jen levanon), Berlin 1775, Einleitung. In: »Lerne Vernunft!« Jüdische Erziehungsprogramme zwischen Tradition und Modernisierung. Quellentexte aus der Zeit der Haskala, 1760–1811. hg. von Uta Lohmann und Ingrid Lohmann, unter Mitarbeit von Peter Dietrich. Münster, New York, München, Berlin: Waxmann Verlag 2005, S. 44–55.
- Buch der Ethik (Sefer ha-midot) Berlin 1786, Einleitung. In: »Lerne Vernunft!« Jüdische Erziehungsprogramme zwischen Tradition und Modernisierung. Quellentexte aus der Zeit der Haskala, 1760–1811. hg. von Uta Lohmann und Ingrid Lohmann, unter Mitarbeit von Peter Dietrich. Münster, New York, München, Berlin: Waxmann Verlag 2005, S. 100–106.
- Naphtali Herz Wessely, Worte des Friedens und der Wahrheit. Dokumente einer Kontroverse über Erziehung in der europäischen Spätaufklärung, herausgegeben, eingeleitet und kommentiert von Ingrid Lohmann, mitherausgegeben von Rainer Wenzel und Uta Lohmann. Aus dem Hebräischen übersetzt und mit Anmerkungen versehen von Rainer Wenzel. Münster, New York: Waxmann Verlag 2014.